# Come Rain or Come Shine
Come Rain or Come Shine ist ein Musicalsong von Harold Arlen mit einem Text von Johnny Mercer. Das Lied, das 1946 beim Verlag Chappell & Co. veröffentlicht wurde, entwickelte sich zu einem Bestandteil des Great American Songbook und zu einem Jazzstandard.

## Entstehungsgeschichte
Der Song wurde für das Musical St. Louis Woman geschrieben, das die beiden Autoren gemeinsam verfassten. Das Musical, das im Jahr 1898 spielte, wurde am 30. März 1946 von einer afroamerikanischen Besetzung mit Pearl Bailey, Ruby Hill und Rex Ingram uraufgeführt, aber verschwand bereits nach 113 Aufführungen von der Bühne. Der Song wurde im Musical von Ruby Hill und Harold Nicholas interpretiert.

## Kennzeichen des Songs
Der Song „gehört zu den anrührendsten Liebeserklärungen in der amerikanischen Song-Literatur: Der Schwur der ewigen Liebe bezieht sich hier ausdrücklich auf Sonnenschein- und Regentage, Glück und Unglück, Reichtum und Armut.“ Die 32-taktige Melodie ist in der Liedform ABAC angelegt und wechselt zwischen Dur und moll. Dabei „regiert das Moll; in der Melodik, die über weite Strecken in einer Art Parlando-Rhythmik auf der Stelle zu treten scheint, dominieren Sprünge nach unten.“ Insofern erinnert die Vertonung eher an die Regentage: „Nicht nur in guten, sondern gerade auch in schlechten Zeiten...“

## Rezeptionsgeschichte
Bereits 1946 wurden verschiedene Versionen des Songs aufgenommen, so von Sy Oliver mit dem Tommy Dorsey Orchestra, von Dinah Shore, von Frank Sinatra sowie von Helen Forrest mit Dick Haymes. Auch wenn der Song in den Hitparaden damals nicht so erfolgreich war, wurde er in den 1950er Jahren zu einem Standard. Als mustergültig gelten die Versionen von Dinah Washington (1954) und von Ray Charles (1959), der „den Schattenaspekt“ trotz eines trotz Posaunen-Einsatz von Bob Brookmeyer beinahe kitschigen Arrangements ergreifend gestaltete. Weitere hörenswerte Fassungen stammen von Sarah Vaughan, begleitet von Miles Davis (1950), aber auch von Billie Holiday (1955) und von Ella Fitzgerald (recht optimistisch 1977).
Das Trio von Bill Evans nahm 1959 eine Instrumentalversion des Songs für die LP Portrait in Jazz auf. Im selben Jahr wurde er auch von Art Blakey and the Jazz Messengers für ihr Album Moanin’ eingespielt. Später folgten Wes Montgomery mit Johnny Griffin und 1999 das Modern Jazz Quartet.
Außerdem nahmen Come Rain or Come Shine erneut Frank Sinatra (1961) sowie Diane Schuur (1986) auf, die für ihr Standards-Album einen Grammy für die beste weibliche Jazz-Gesangsaufnahme erhielt. Keith Jarrett interpretierte den Song mit seinem Standards-Trio.